# Cripta Real del Monasterio de El Escorial
La Cripta Real del Real Monasterio de San Lorenzo de El Escorial, en España, conocida también como el Panteón de Reyes, fue construida por Juan Gómez de Mora según planos de Juan Bautista Crescenzi.
Consta de veintiséis sepulcros de mármol donde reposan los restos de los reyes y reinas de España de las dinastías de Austria y Borbón, exceptuando a los reyes Felipe V y Fernando VI, que eligieron el Palacio Real de la Granja de San Ildefonso y el Convento de las Salesas Reales de Madrid, respectivamente, como lugar de sepultura. 
Faltan también, por tanto, los restos de los reyes Amadeo I, de la casa de Saboya, y José I, de la de Bonaparte, enterrados en la Basílica de Superga de Turín y en Los Inválidos de París, respectivamente.

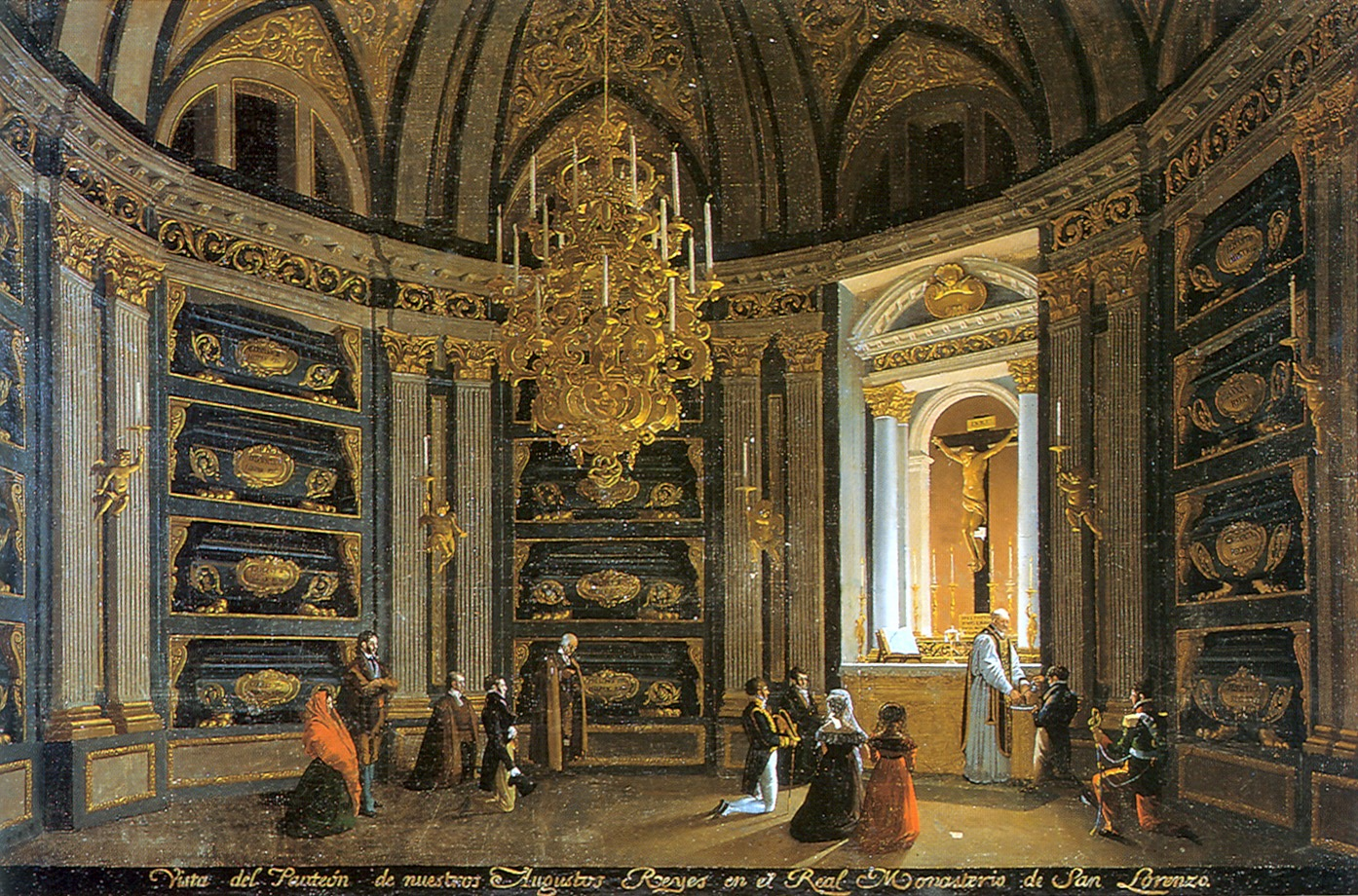
Vista del Panteón de nuestros augustos Reyes en el Real Monasterio (Vistas de los Sitios Reales y Madrid, ca. 1830), realizada por Fernando Brambila a petición del rey Fernando VII.

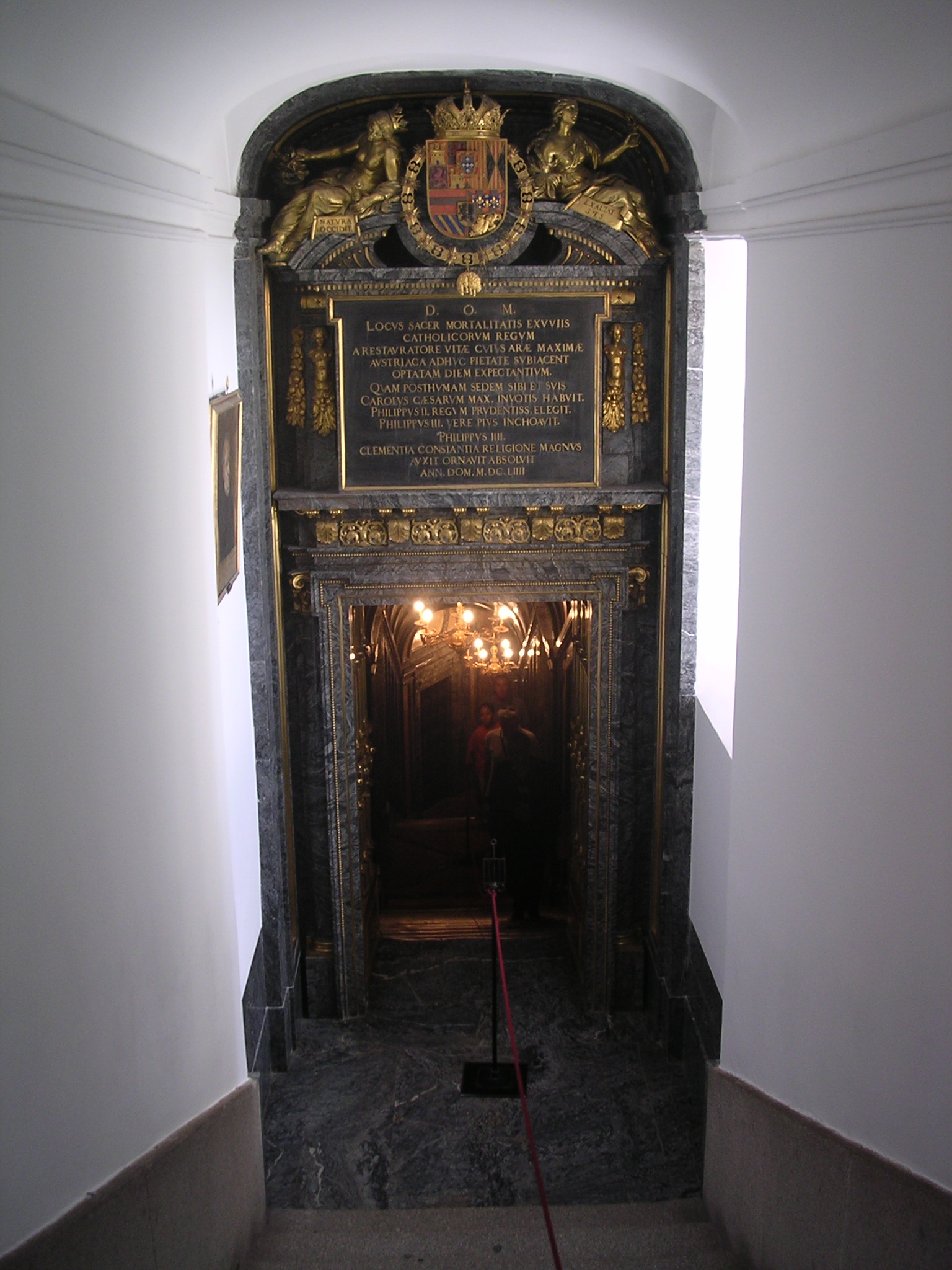
Escalera de acceso y entrada al Panteón

En la cripta reposan los restos de las reinas consortes que fueron madres de reyes, exceptuando a Isabel de Borbón, que murió habiendo dejado sucesor vivo, Baltasar Carlos de Austria, como príncipe de Asturias, (murió dos años después), por lo cual el Rey decidió enterrarla en ella, así como el único rey consorte que ha habido en España desde que existe el monasterio de El Escorial, Francisco de Asís de Borbón, esposo de Isabel II.
Los últimos restos depositados en el panteón han sido los del rey Alfonso XIII y su esposa, la reina Victoria Eugenia. Su hijo Juan de Borbón, y la esposa de este, María de las Mercedes de Borbón, condes de Barcelona y padres del rey Juan Carlos I, serán sepultados allí como soberanos de iure que no pudieron reinar, pero permanecen aún en una estancia previa llamada pudridero; con ellos dos, el panteón quedará lleno.

## Listado de enterramientos
A continuación se muestra una lista que enumera los reyes y reinas de España y sus cónyuges que están enterrados en la cripta:

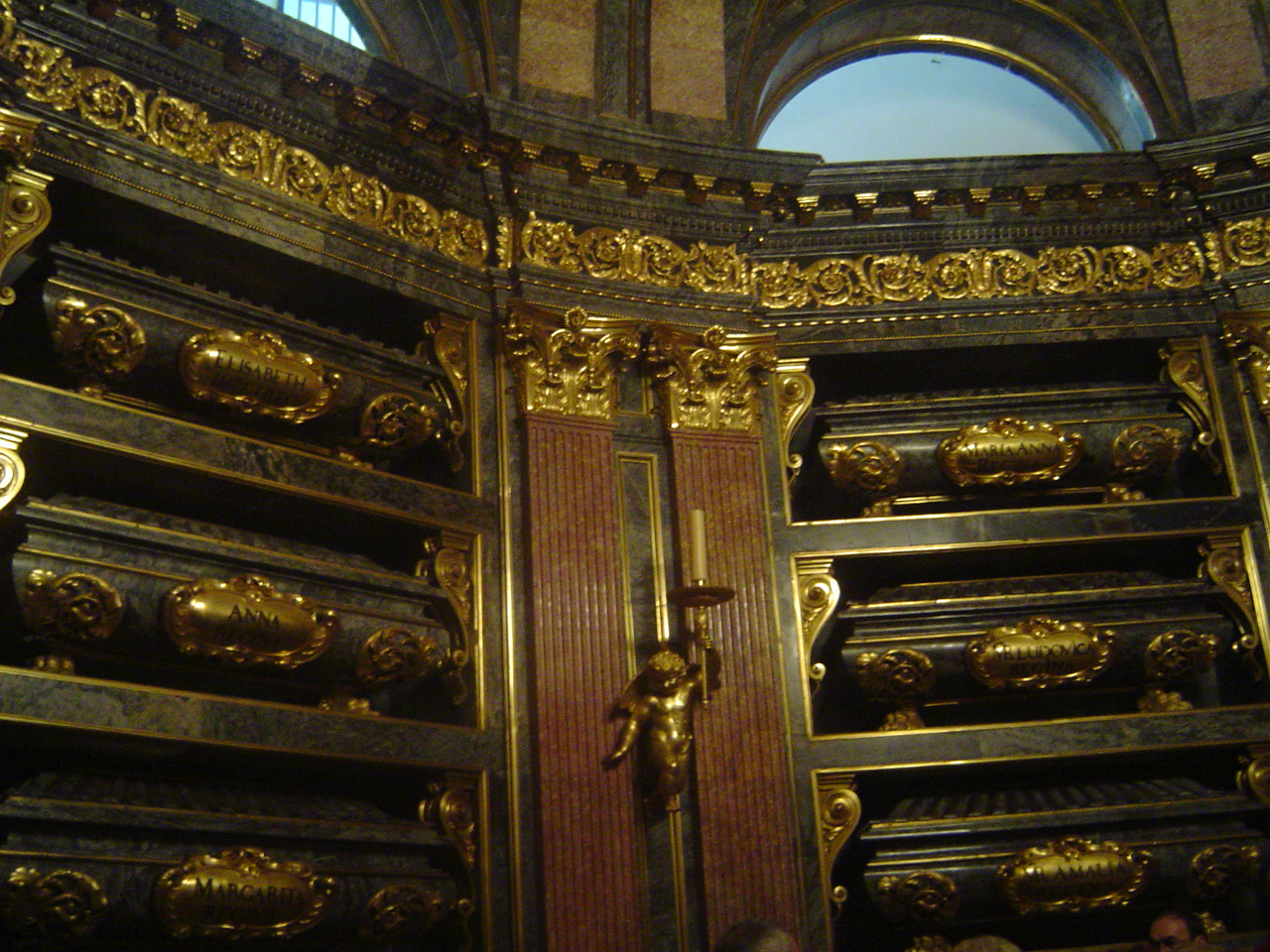
Sepulturas de las reinas.

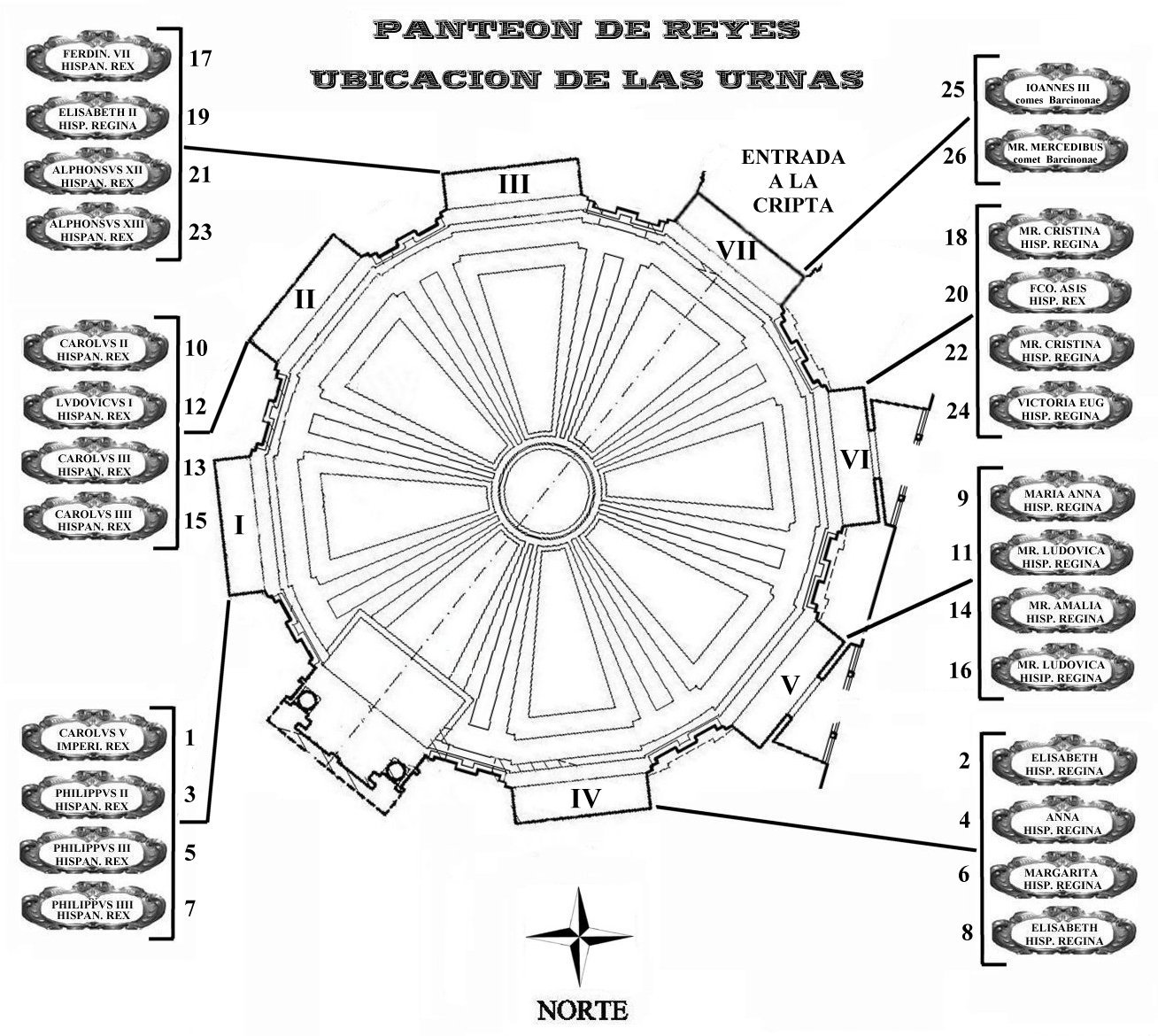
Ubicación de las urnas

### Ubicación de las urnas
1. Carlos I, rey de España, emperador del Sacro Imperio (Gante, 24 de febrero de 1500 - Monasterio de Yuste, 21 de septiembre de 1558)
2. Isabel de Portugal, reina de España, emperatriz del Sacro Imperio (4/10/1503 - 1/5/1539) –  (Esposa del rey Carlos I)
3. Felipe II, rey de España (21/5/1527 - 13/9/1598)
4. Ana de Austria, reina de España (2/11/1549 - 26/10/1580) –  (Cuarta esposa del rey Felipe II)
5. Felipe III, rey de España (14/4/1578 - 31/1/1621)
6. Margarita de Austria, reina de España (25/12/1584 - 3/10/1611) –  (Esposa del rey Felipe III)
7. Felipe IV, rey de España (8/4/1605 - 17/9/1665)
8. Isabel de Francia, reina de España (22/1/1602 - 6/10/1644) –  (Primera esposa del rey Felipe IV). Está enterrada en este Panteón, ya que a pesar de no haber sido madre de rey, si dejó heredero vivo.
9. Mariana de Austria, reina de España (24/12/1635 - 16/5/1696) –  (Segunda esposa de Felipe IV)
10. Carlos II, rey de España (6/11/1661 - 1/11/1700)
11. María Luisa Gabriela de Saboya, reina de España (1688 - 1714) –  (Primera esposa del rey Felipe V)
12. Luis I, rey de España (25/8/1707 - 31/8/1724)
13. Carlos III, rey de España (20/1/1716 - 14/12/1788)
14. María Amalia de Sajonia, reina de España (24/11/1724 - 27/9/1760) –  (Esposa del rey Carlos III)
15. Carlos IV, rey de España (12/11/1748 - 19/1/1819)
16. María Luisa de Parma, reina de España (9/12/1751 - 2/1/1819) –  (Esposa del rey Carlos IV)
17. Fernando VII, rey de España (14/10/1784 - 29/9/1833)
18. María Cristina de Borbón-Dos Sicilias, reina de España (27/4/1806 - 22/8/1878) –  (Cuarta esposa del rey Fernando VII)
19. Isabel II, reina de España (10/10/1830 - 9/4/1904)
20. Francisco de Asís de Borbón, rey consorte de España (13/5/1822 - 16/4/1902) –  (Marido de la reina Isabel II)
21. Alfonso XII, rey de España (28/11/1857 - 25/11/1885)
22. María Cristina de Habsburgo-Lorena, reina de España (21/7/1858 - 6/2/1929) –  (Segunda esposa del rey Alfonso XII)
23. Alfonso XIII, rey de España (17/5/1886 - 28/2/1941)
24. Victoria Eugenia de Battenberg, reina de España (24/10/1887 - 15/4/1969) –  (Esposa del rey Alfonso XIII). Está enterrada en el Panteón Real a pesar de que estrictamente no fue madre de rey.
25. Juan de Borbón, conde de Barcelona (20/6/1913 - 1/4/1993) –  (Padre del rey Juan Carlos I). No llegó a reinar de forma efectiva, aunque sí retuvo los derechos dinásticos durante la dictadura del general Franco, hasta su propia renuncia en 1977.
26. María de las Mercedes de Borbón y Orleans, condesa de Barcelona (23/12/1910 - 2/1/2000) –  (Madre del rey Juan Carlos I)

Las veintiséis personas reales están dispuestas en los siete intercolumnios a los lados del altar, bajo un orden cronológico de arriba hacia abajo. A la derecha del altar los reyes o reinas por derecho (1-3) y a la izquierda los reyes o reinas consortes (4-6):
1. Carlos I (1500-1558), Felipe II (1527-1598), Felipe III (1578-1621) y Felipe IV (1605-1665).
2. Carlos II (1661-1700), Luis I (1707-1724), Carlos III (1716-1788) y Carlos IV (1748-1819).
3. Fernando VII (1784-1833), Isabel II (1830-1904), Alfonso XII (1857-1885) y Alfonso XIII, (1886-1941).
4. Isabel de Portugal (1503-1539), Ana de Austria (1549-1580), Margarita de Austria (1584-1611) e Isabel de Francia (1602-1644)
5. Mariana de Austria (1635-1696), María Luisa Gabriela de Saboya (1688-1714), María Amalia de Sajonia (1724-1760) y María Luisa de Parma (1751-1819)
6. María Cristina de Borbón-Dos Sicilias (1784-1833), Francisco de Asís de Borbón (1822–1902), María Cristina de Habsburgo-Lorena (1858–1929) y Victoria Eugenia de Battenberg (1887–1969)

En el mismo nivel se encuentra el Panteón de Infantes, destinado a príncipes, infantes y reinas que no han sido madres de reyes.

## El pudridero
Solo los frailes agustinos entran en el pudridero real. Cubiertos de cal, los restos mortales de la Familia Real permanecen allí durante un período de tiempo entre 25 años y 30 años, aproximadamente. En las mismas escaleras que llevan al Panteón Real, en el primer descanso a la derecha, un pasadizo cerrado por una puerta de madera conduce a este pequeño recinto. Las paredes son de piedra, el suelo de granito y el techo abovedado; 16 metros cuadrados componen la estancia en total.
Solo los miembros de la comunidad agustina (que custodia el Monasterio de El Escorial desde 1885) pueden acceder a este habitáculo. La Familia Real les entrega los restos de sus fallecidos en una ceremonia que se repite desde hace siglos:

Padre prior y padres diputados, reconozcan vuestras paternidades el cuerpo de (...) que conforme al estilo y la orden de su majestad que os ha sido dada voy a entregar para que lo tengáis en vuestra guarda y custodia.

Una vez cerrado de nuevo el féretro y levantada un acta de entrega, los agustinos se hacen cargo de la llave del ataúd y el cuerpo pasa al pudridero real. Poco se conoce de esta estancia, así como del contiguo pudridero de infantes. Ambos permanecen cerrados para los 700 000 visitantes que cada año acuden al Escorial. En el pudridero real, los reyes de España y las madres de reyes permanecen entre 20 y 30 años. Es el tiempo que se estima necesario para que culmine el proceso biológico de su reducción natural. 
No existe ningún documento que recoja la fecha de su creación, aunque debió de ser muy próxima a la del Panteón Real, inaugurado en 1654, bajo el reinado de Felipe IV. Los padres Santos y Ximénez, los principales estudiosos del panteón en el siglo XVII, no hablan del pudridero, pero el primer testimonio sobre él, de 1854, es muy revelador. 

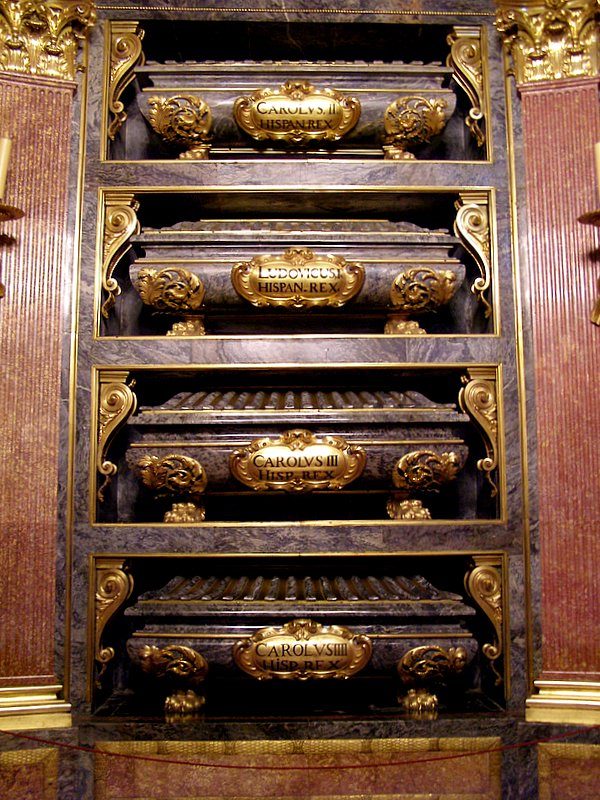
Detalle de 4 de los 26 sarcófagos del Panteón de Reyes (de arriba abajo, sepulcros de Carlos II, Luis I, Carlos III y Carlos IV)

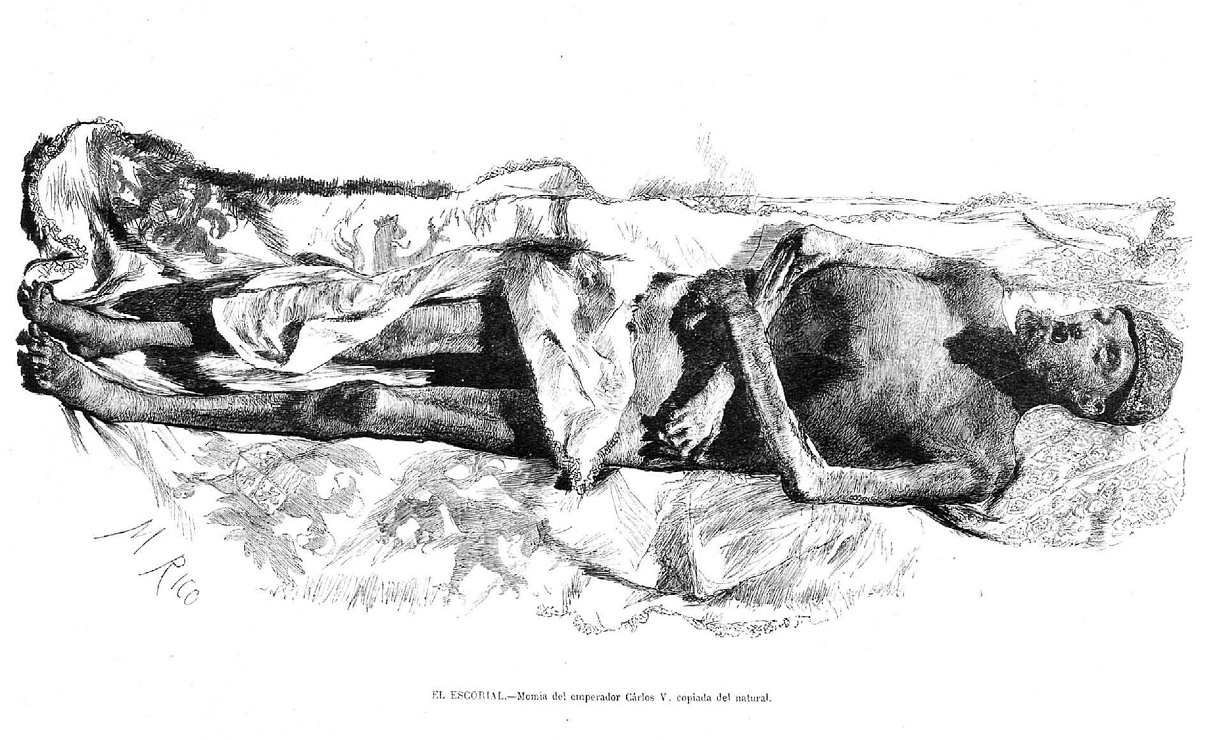
Momia del emperador Carlos V copiada del natural por Martín Rico (1872)

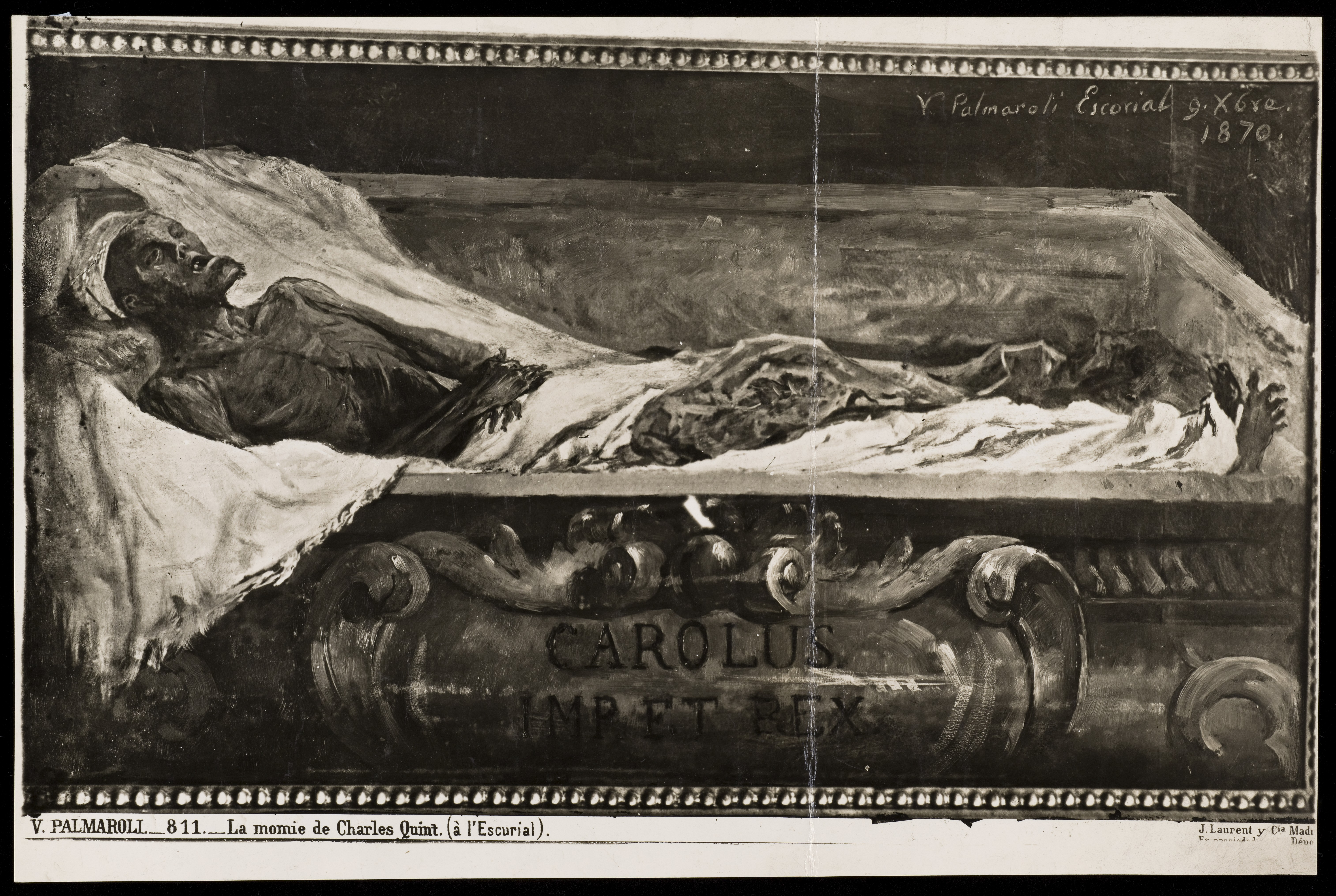
El cuerpo momificado de Carlos V, según el cuadro de Vicente Palmaroli, ca. 1872, Museo del Prado

En Historia del Real Monasterio de San Lorenzo del Escorial, fray José de Quevedo, bibliotecario del monasterio, cuenta: «Las puertas que están en el segundo descanso de la escalera conducen a los pudrideros, cuyo uso explicaré para desvanecer las muchas patrañas que sobre ellos se cuentan. Son tres cuartos a manera de alcobas, sin luz ni ventilación ninguna. Luego que se concluyen los Oficios y formalidades de entrega del Real cadáver que ha de quedar en uno de los panteones, el prior, acompañado de algunos monjes ancianos, baja al panteón donde ha quedado el cadáver llevando consigo los albañiles y algunos otros criados. Estos sacan de la de tisú o terciopelo que la cubre, la caja de plomo sellada que contiene el cadáver, y la conducen junto al pudridero. Mientras los albañiles derriban el tabique, los otros abren cuatro o más agujeros en la caja de plomo, la colocan dentro del cuarto o alcoba sobre cuatro cuñas de madera que la sostienen como dos o tres pulgadas levantadas del suelo, y en el momento los albañiles vuelven a formar el tabique doble que derribaron. Allí permanecen los cadáveres 30 o 40 o más años hasta que, consumida la humedad y cuando ya no despiden mal olor, son trasladados al respectivo panteón. Las cajas exteriores de las personas Reales que han de pasar al de Infantes permanecen en la sacristía del dicho panteón, hasta que vuelve a colocarse en ellas la de plomo con el cadáver según vinieron. Las de los Reyes se deshacen y aprovechan para ornamentos, porque ya no han de tener uso, pues sus restos se colocan en las urnas de mármol». 
No menciona fray José de Quevedo que, dentro de los nichos, se colocan promontorios de cal viva, y fuera, una lápida de mármol negro con el nombre de a quién pertenecen los restos. 
La función del pudridero real es reducir los cuerpos para que se adapten a los minúsculos cofres de plomo —de apenas un metro de largo y 40 centímetros de ancho— que, una vez sellados, se introducen en uno de los veintiséis sarcófagos del Panteón de Reyes. «Eran reyes tan grandes en el mundo que para enterrarse querían un sitio pequeño», decía a mediados del siglo XVII el padre Santos, lector de Escrituras Sagradas de El Escorial. 
Hoy, en esa estancia enclavada en el subsuelo de la Basílica, son dos los cadáveres que esperan su sepulcro definitivo: el de don Juan, Conde de Barcelona, que descansa en el Monasterio desde el 3 de abril de 1993; y el de la condesa de Barcelona, entregado a los agustinos el 4 de enero de 2000. 
La reina Victoria Eugenia, abuela de don Juan Carlos, que falleció en 1969 en Lausana, pero que hasta 1985 no fue trasladada a El Escorial, descansa desde octubre de 2011 en el Panteón de Reyes.
Alfonso XIII, abuelo del Rey, nunca llegó a pasar por el pudridero. Había fallecido en Roma en 1941 y fue trasladado a España, en 1980, ocupó directamente el lugar reservado para él en el panteón real. Su padre, Alfonso XII, tan solo estuvo trece años en este recinto transitorio, desde 1885 hasta 1898. 
En cuanto al pudridero de infantes, los últimos restos depositados en él han sido los de don Jaime (hermano del Conde de Barcelona), doña Isabel Alfonsa (sobrina de Alfonso XIII), don Alfonso (hermano de don Juan Carlos), doña Eulalia (hija de Isabel II) y don Carlos de Borbón-Dos Sicilias (primo del rey Juan Carlos). El 10 de enero de 2000 los restos de los dos últimos debían haber sido trasladados a uno de los 36 nichos vacíos del Panteón de los Infantes, pero el repentino fallecimiento de la Condesa de Barcelona atrasó la ceremonia, que se celebró el siguiente mes de febrero.
El traslado de restos al Panteón también se celebra en la intimidad. Solamente asisten a la ceremonia un miembro de la comunidad agustiniana, otro de Patrimonio Nacional, un arquitecto (encargado de dirigir el desmontaje del murete del Panteón Real) y dos operarios. También está presente un médico, que se limita a testimoniar que el proceso de descomposición ha finalizado. Ya depositada la urna en su respectivo sarcófago, los restos reales descansan en la que será su solemne y última morada.

## La capilla funeraria original en elsigloXVI
Según es fácil comprobar en la conocida sección de las Estampas de Juan de Herrera y su pequeño librito explicativo (el Sumario), el Panteón era muy diferente en la época fundacional, según dejó totalmente terminado Felipe II. El el siglo XVII el suelo se rebajó un metro por debajo, y hubo que cerrar los accesos al Coro (D) que usaba la familia real y el Sotacoro (E) de los monjes, que quedaron cerrados e inutilizados detrás los ataúdes. La cruz indica la posición del ataúd de Carlos V que eligió originalmente Felipe II, justamente bajo el Altar Mayor de la Basílica y orientado al Este, como marcaba el testamento de su padre. En siglo XVII se llevó a la izquierda del Altar del Panteón, marcado con una C en la parte inferior de la planta, muy lejos de su posición original bajo el Altar, donde quedó orientado al Norte, perdiéndose la cuidadosa orientación original.

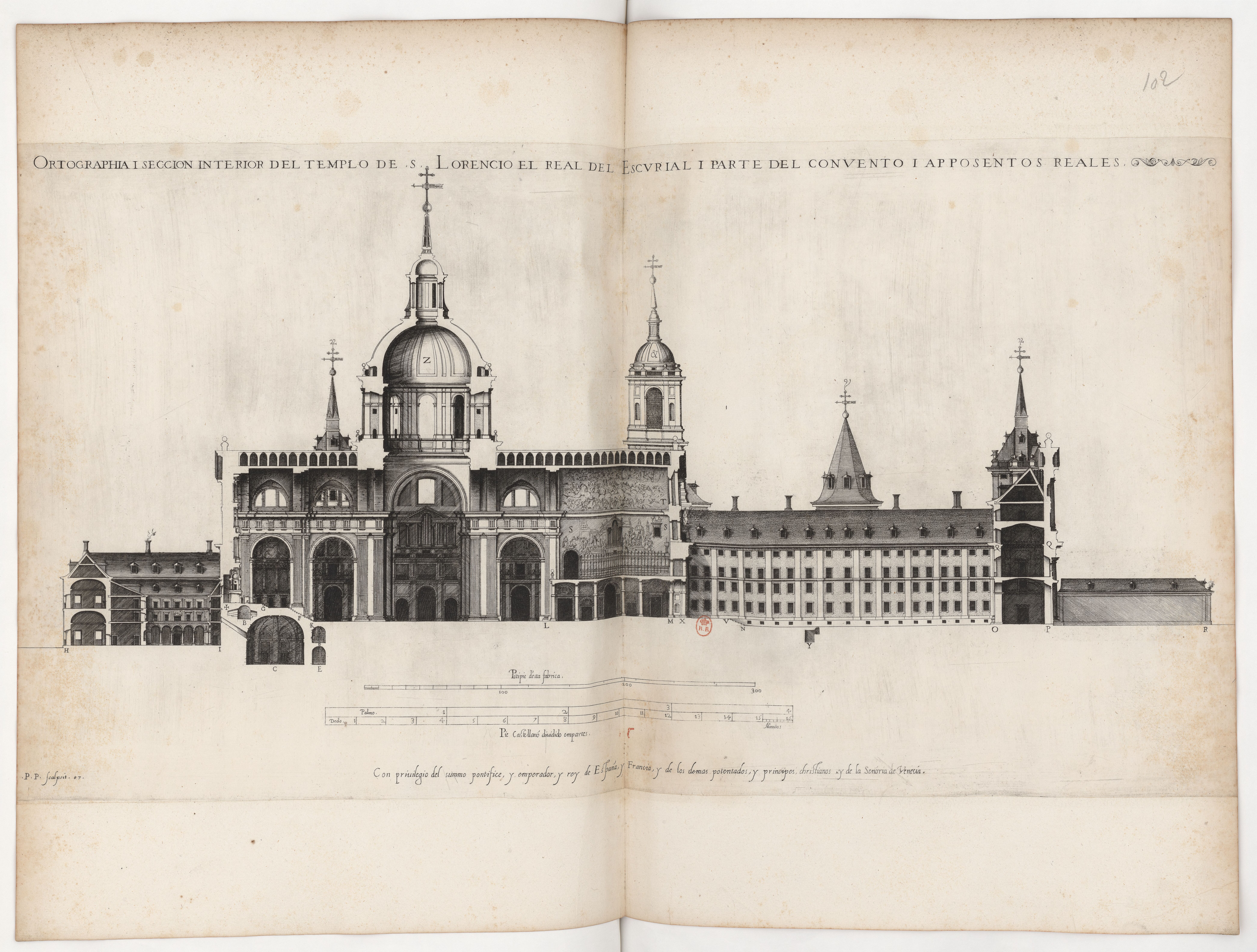
Quinto Diseño, Sección longitudinal del templo, palacio y convento, 1587, buril sobre cobre, Juan de Herrera y Pedro Perret

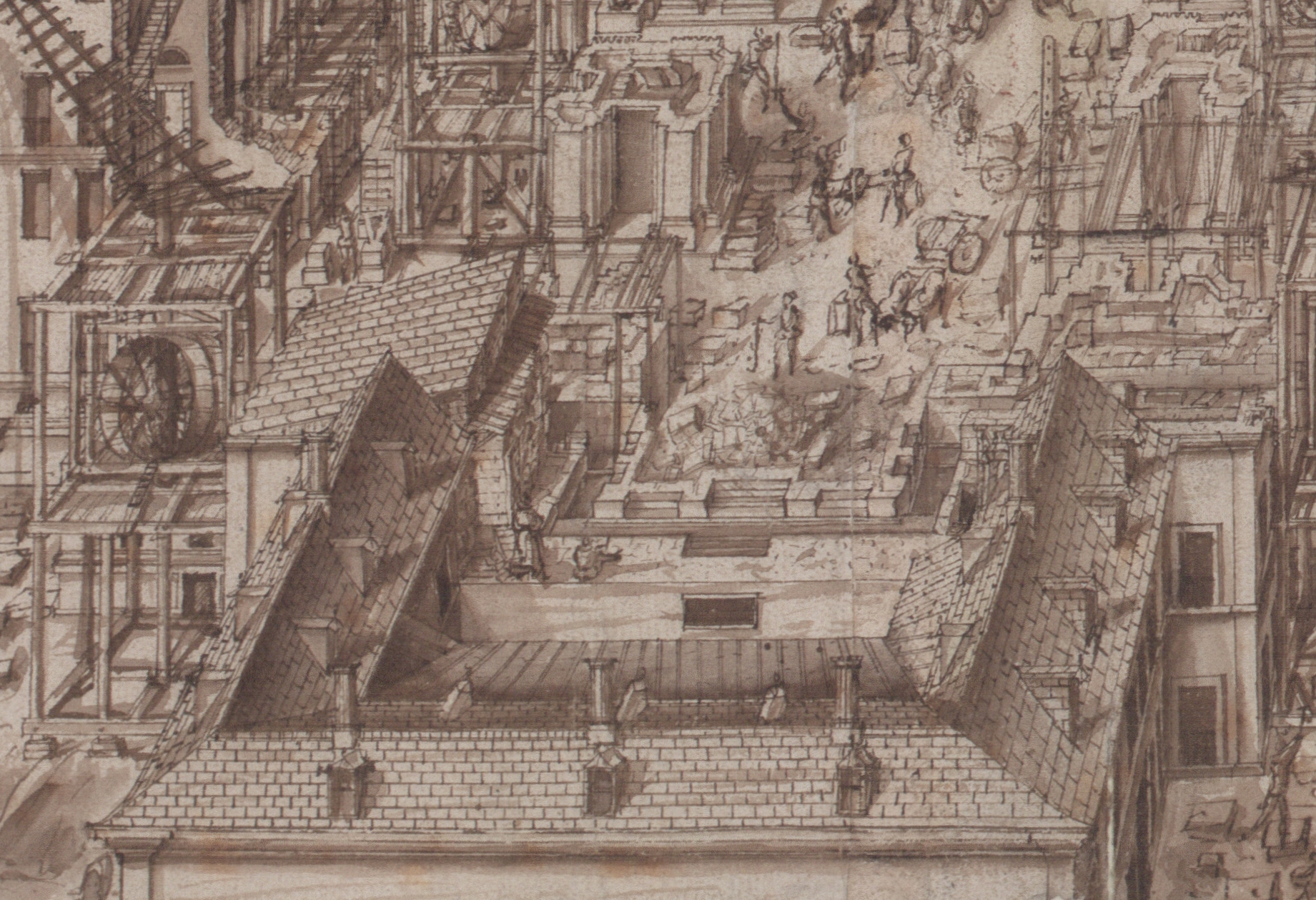
Detalle de la zona del Panteón del dibujo atribuido a Fabricio Castello o a Rodrigo de Holanda (1576) conservado en la colección Hatfield House, en Londres. Son claramente visibles las bóvedas y hornacinas del "Lugar de entierro de los cuerpos reales"

Según la descripción del Sumario de Juan de Herrera las partes de la sección original del edificio eran en el  siglo XVI:
A. Altar de la Basílica
B. Lugar de entierro de los cuerpos reales (sacristía baja, siglo XVII; trasteros o «infiernos» en el siglo XX)
C. Capilla funeraria (Panteón de Reyes, siglo XVII, después de rebajarse el suelo de la Capilla)
D. Coro de la capilla (Panteón de Infantes, siglo XVII)
E. Sotacoro para los monjes (Pudridero, siglo XVII)
F. Sagrario
G. Habitación de verano de Felipe II

## Falta de espacio

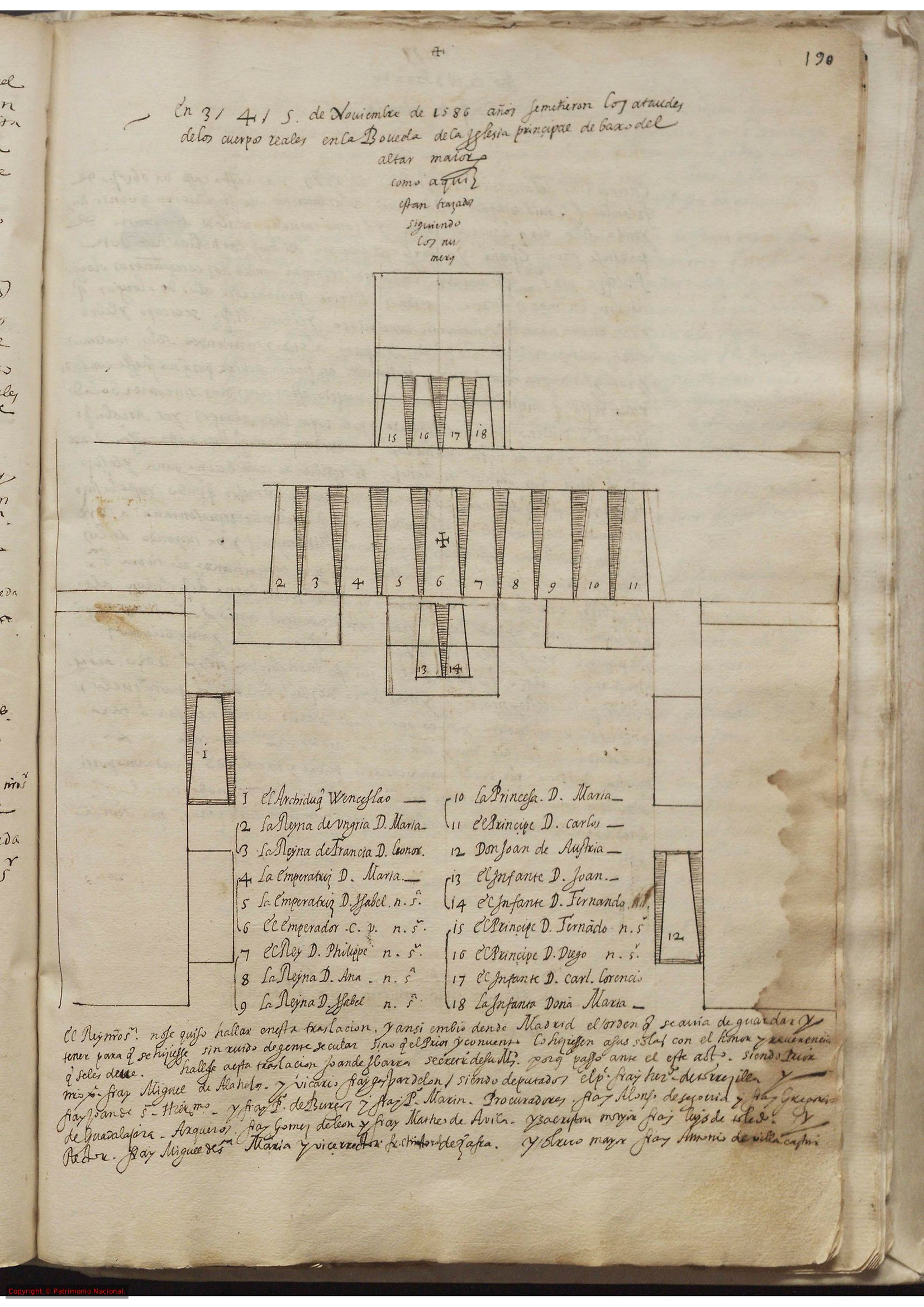
Manuscrito de las «Memorias» de Juan de San Jerónimo.
La cruz señala el ataúd de Carlos V, bajo el altar, según su voluntad expresada en su testamento, respetada por su hijo Felipe II pero no por Felipe III y Felipe IV.

Como ya se adelantó, está previsto que los restos mortales de los condes de Barcelona, don Juan y doña María de las Mercedes, sean depositados en el Panteón Real. Ello supone una excepción a la tradición; si bien en este caso, aunque no hayan reinado, se les considera reyes de iure (de hecho don Juan aparecerá como "Juan III"); y además, son padres de rey. Hay otras dos excepciones precedentes, pero se trata de casos más evidentes: Victoria Eugenia de Battenberg, esposa de Alfonso XIII, e Isabel de Francia, primera esposa de Felipe IV, están sepultadas en el Panteón de Reyes aunque no fueron madres de rey.
Cuando los restos de los condes de Barcelona sean trasladados, todos los nichos del panteón estarán ocupados, y el espacio quedará completo. Ello ha levantado la cuestión sobre cuál será la morada de los siguientes jefes de Estado, tanto de Juan Carlos I y la reina doña Sofía, como de su hijo Felipe VI y la reina doña Letizia; además de las sucesivas generaciones.
El arquitecto Juan Rafael de la Cuadra Blanco afirma que Carlos V dejó claro en su testamento que quería estar medio cuerpo debajo del altar y medio debajo de los pies del sacerdote. Y su hijo, Felipe II, cumplió su deseo. Hasta 1654 estaban, junto con su familia completa en las bóvedas bajo el altar y las estatuas orantes del Presbiterio, por encima del actual Panteón. Pero fue Felipe IV quien trasladó a todos sus antepasados, tras dejar proyectado Felipe III un suntuoso panteón barroco, muy lejano de la asuteridad renacentista de su padre. Lo correcto sería devolver a Felipe II, a Carlos V y a sus esposas, las reinas Ana de Austria e Isabel de Portugal, a su primitivo enterramiento. De esta manera se corregiría un grave error histórico, que traicionaba los testamentos de Carlos V y Felipe II, quedarían cuatro tumbas libres y se podría enterrar a dos generaciones más. Ese espacio original donde Felipe II quiso enterrar a sus padres, a sus tías, a tres de sus mujeres y a su hijo el malogrado príncipe don Carlos, es una pequeña bóveda situada bajo el altar mayor de la basílica, y bajo las estatuas orantes del presbiterio, y ligeramente encima del Panteón de Reyes (marcado en el dibujo con una B).
Aunque algunos han propuesto excavar una nueva cripta y comunicarla con la antigua, lo cierto es que el panteón está rodeado de cámaras y pasadizos de gran interés histórico y arqueológico, que harían difícil esta solución. En 2008 grupo de expertos bajo el encargo de funcionarios de Patrimonio Nacional plantearon una sala anexa a la cripta actual y posteriormente 2015 una nueva ampliación de la cripta a través del Jardín de la Reina para 26 personas, iluminada por una claraboya, tirando la pared de detrás del altar.  Otros han sugerido que los actuales reyes de España pudieran ser enterrados en la Capilla del Palacio Real de Madrid o en la Catedral de la Almudena. La Casa Real aún no se ha pronunciado oficialmente al respecto.